# Wilhelm von Nordeck zur Rabenau

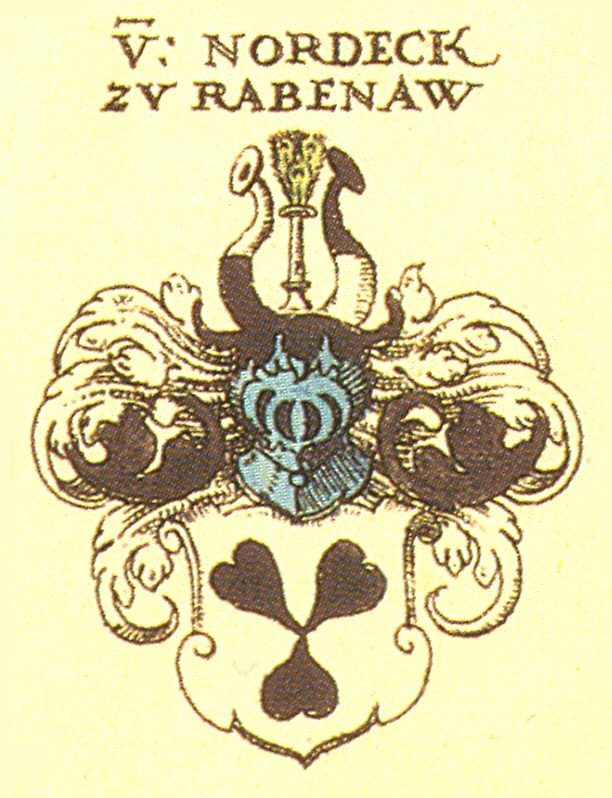
Wappen der Nordeck zur Rabenau aus Johann Siebmachers Wappenbuch

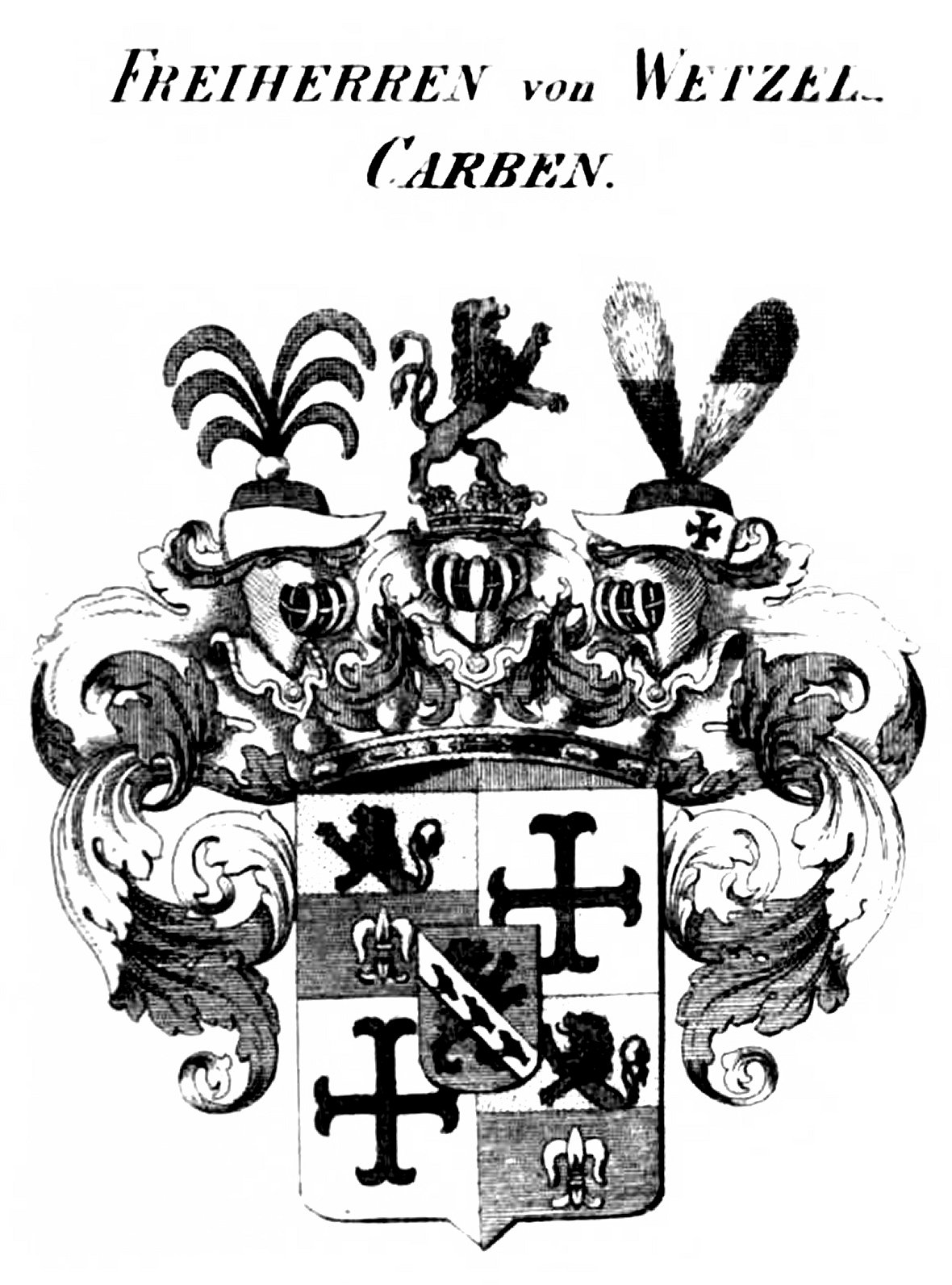
Wappen der Freiherren von Wetzel Carben

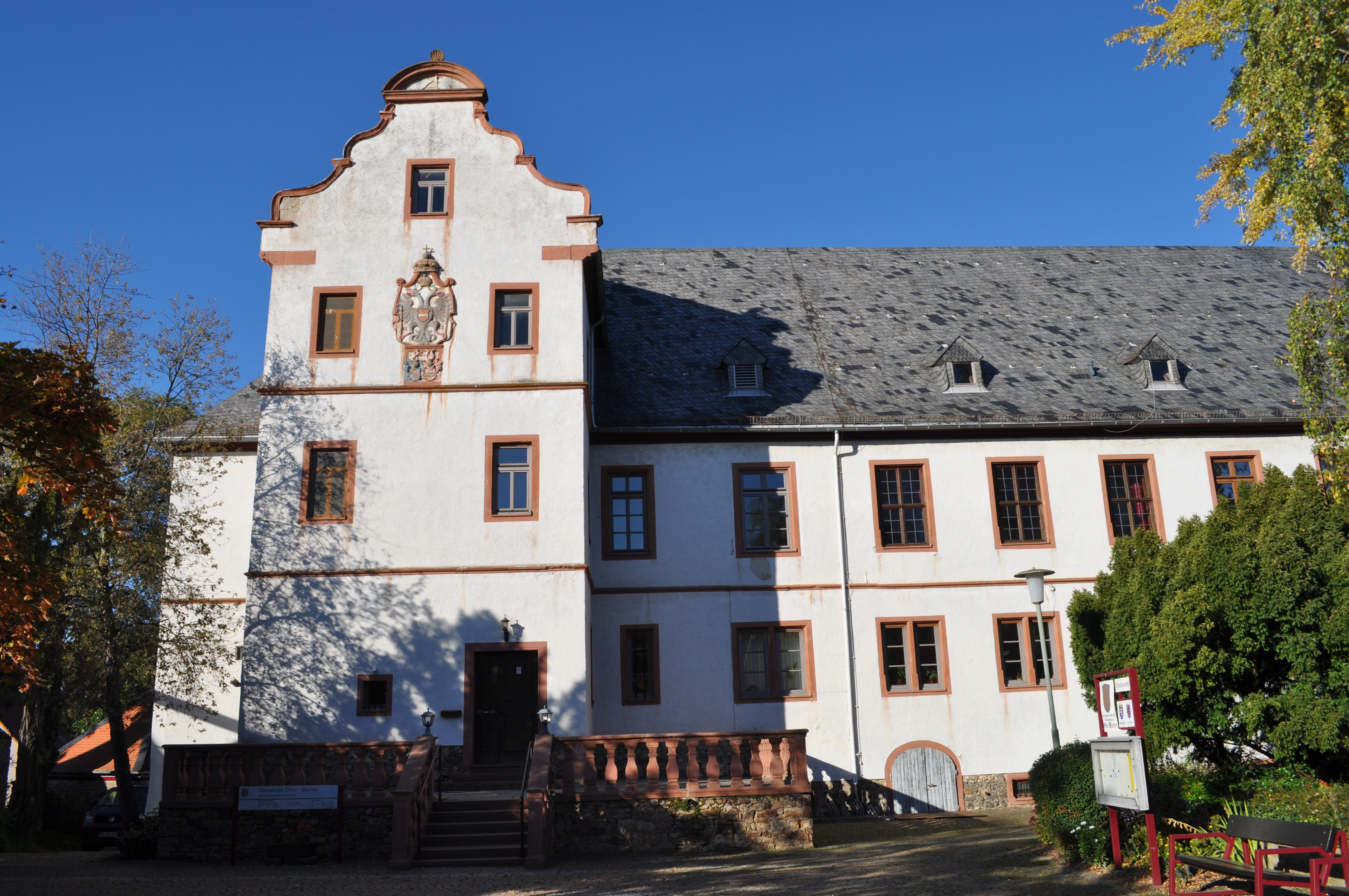
Schloss Ober-Mörlen in der Wetterau

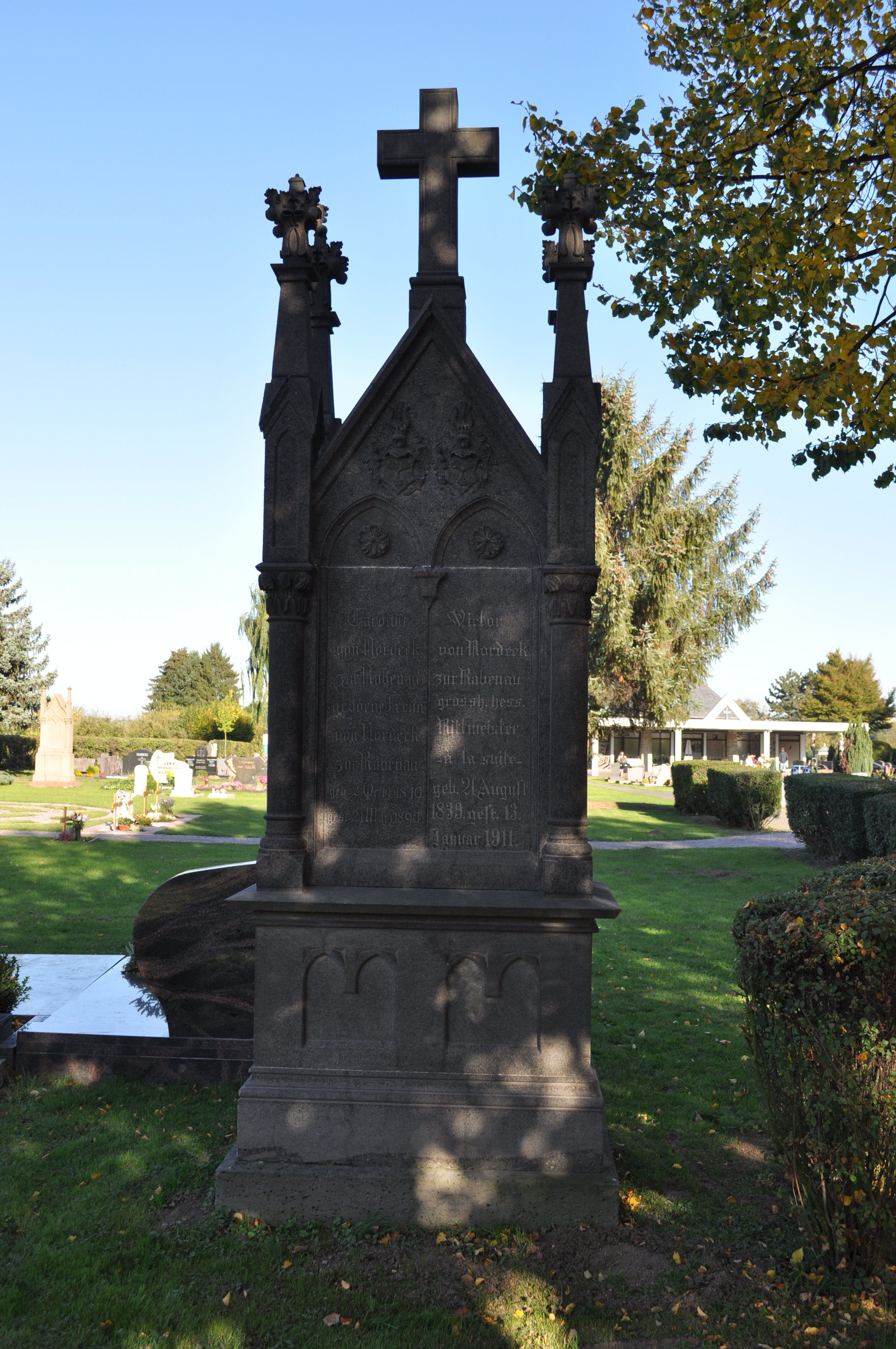
Grabmal seines Sohnes Viktor und Ehefrau Karoline, Ober-Mörlen, Friedhof

Wilhelm Johannes Friedrich Carl Freiherr von Nordeck zur Rabenau (* 5. August 1798 in Neustadt (Hessen); † 10. April 1862 in Dieburg) war ein deutscher Forstmeister und zeitweise Abgeordneter der 2. Kammer der Landstände des Großherzogtums Hessen in Darmstadt.

## Eltern und Familie
Er entstammte dem Adelsgeschlecht der Nordeck zur Rabenau und war der Sohn des Hessen-Kasseler Offiziers Hugo Leopold von Nordeck zur Rabenau (1755–1832) und dessen Frau Therese Bassilia geborene Freiin Huldenberghe van den Borsch. Nordeck zur Rabenau war katholisch.
Sein fünf Jahre älterer Bruder Friedrich Joseph Kilian Freiherr von Nordeck zur Rabenau (1793–1863) war ein hessischer General und Politiker und Abgeordneter der 1. und 2. Kammer der Landstände des Großherzogtums Hessen in Darmstadt.

## Leben
Wilhelm war Solms-Braunfelsischer Revierförster und Forstmeister in Hungen und ab 1853 Forstmeister in Umstadt. Auch war er von 1838 bis 1841 Abgeordneter der 2. Kammer der Landstände des Großherzogtums Hessen in Darmstadt.

## Ehe und Nachkommen
Als 40-Jähriger heiratete er am 20. Mai 1838 in Ober-Mörlen die 13 Jahre jüngere 27-jährige Charlotte Freiin Wetzel genannt von Carben, (* 14. Oktober 1811 in Ober-Mörlen; † 21. November 1888 in Dieburg), Tochter des Johann Freiherr von Wetzel gen. von Carben auf Ober-Mörlen und der Sophie Freiin von Syberg zu Sümmern. Durch diese Heirat kam er in Besitz des Hofgutes Ober-Mörlen nebst Schloss Ober-Mörlen in der Wetterau, ca. 45 km nördlich von der Stadt Frankfurt am Main. Zu ihren Nachkommen zählten u. a.:
- Viktor Freiherr von Nordeck zur Rabenau (* 21. August 1839; † 13. Januar 1911) heiratete seine ältere Cousine Karoline von Nordeck zur Rabenau, eine Tochter von Friedrich Joseph Kilian Freiherr von Nordeck zur Rabenau (1793–1863). Zwischen 1870 und 1890 gehörte ihm auch das heute noch existierende zweigeschossiges, klassizistische Wohnhaus mit vorspringenden Walmdach in Gießen, Frankfurter Straße 52.[2] Er war spielsüchtig und verspielte sein Vermögen in Spielbanken.[3] So musste er sich Stück für Stück von seinem Erbe trennen, Schloss Ober-Mörlen (verkauft 1895), Schloss Stammheim (Ortsteil von Florstadt, verkauft 1891), Seltersberg bei Gießen (verkauft), Mitherr auf Mittelburg Rabenau (verkauft) und lebte zuletzt quasi zur Untermiete geduldet in Schloss Ober-Mörlen. Auf dem Friedhof von Ober-Mörlen befindet sich auch heute noch die Grabstätte der Eheleute Victor und Karoline von Nordeck zur Rabenau.
  - Ferdinand Freiherr von Nordeck zur Rabenau (1865–1921), ältester Sohn, hessischer Polizei-Bezirks-Kommissar in Offenbach (Main). Drei weitere, jüngere Brüder starben im Ersten Weltkrieg. Sie waren alle unverheiratet und kinderlos. Er heiratete als 47-Jähriger die 18-jährige Johannette Jörg, Tochter des Großgärtners Daniel Jörg aus Frankfurt-Oberrad. Ihr einziges Kind Gabriele Maria Anna Karoline Charlotte Susanna Freiin von Nordeck zur Rabenau (* 11. August 1913 in Offenbach; † 12. Oktober 1999 in Dieburg) wurde Hebamme und heiratete Josef Böhm (1913-N.N.). Das Ehepaar hatte einen Sohn und eine Tochter. Mit dem Tod der Gabriele Böhm geborene Freiin von Nordeck zur Rabenau endete diese Nameslinie des Adelsgeschlechts von Nordeck zur Rabenau.[4]
  - Friedrich Freiherr von Nordeck zur Rabenau (1868–1924)[5] starb umnachtet an den Folgen eines schweren Reitunfalls.
  - Hugo Freiherr von Nordeck zur Rabenau (1873–1914), gefallen im Ersten Weltkrieg[6]
  - Hermann Freiherr von Nordeck zur Rabenau (1879–1916), gefallen im Ersten Weltkrieg[7]
  - Maria Freiin von Nordeck zur Rabenau (* 1890 in Dieburg; † 1988), verheiratet ab 1918 mit Adolph Anton von Gemmingen (1886–1963), Herr zu Fränkisch-Crumbach, Großherzoglich Hessischer Hofjunker, von 1929 bis 1933 Kreisdirektor in Bingen und von 1945 bis 1946 Landrat in Darmstadt.[8]

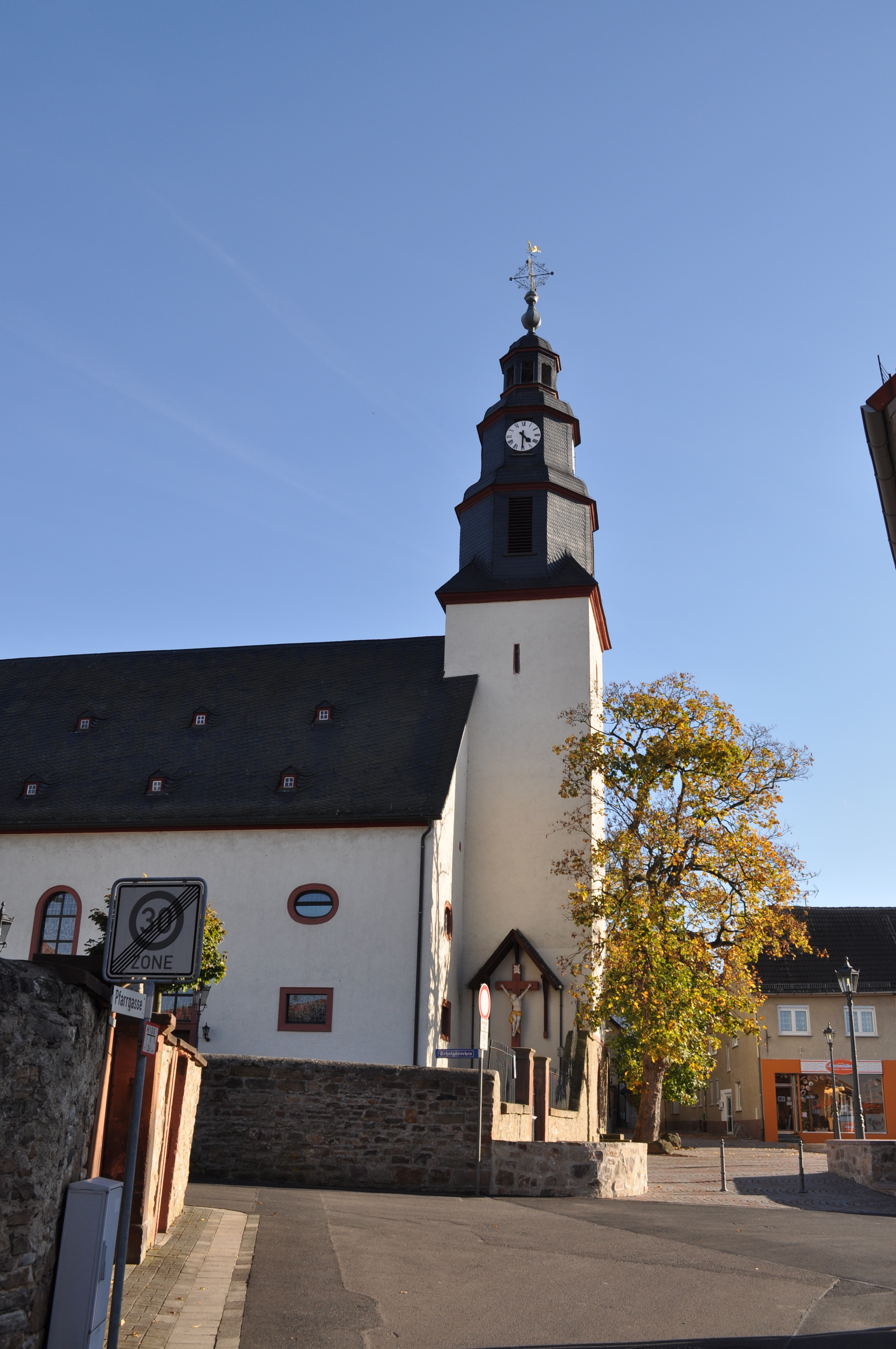
Ober-Mörlen, Katholische Kirche, Hochzeitskirche von Wilhelm Freiherr von Nordeck zur Rabenau am 20. Mai 1838
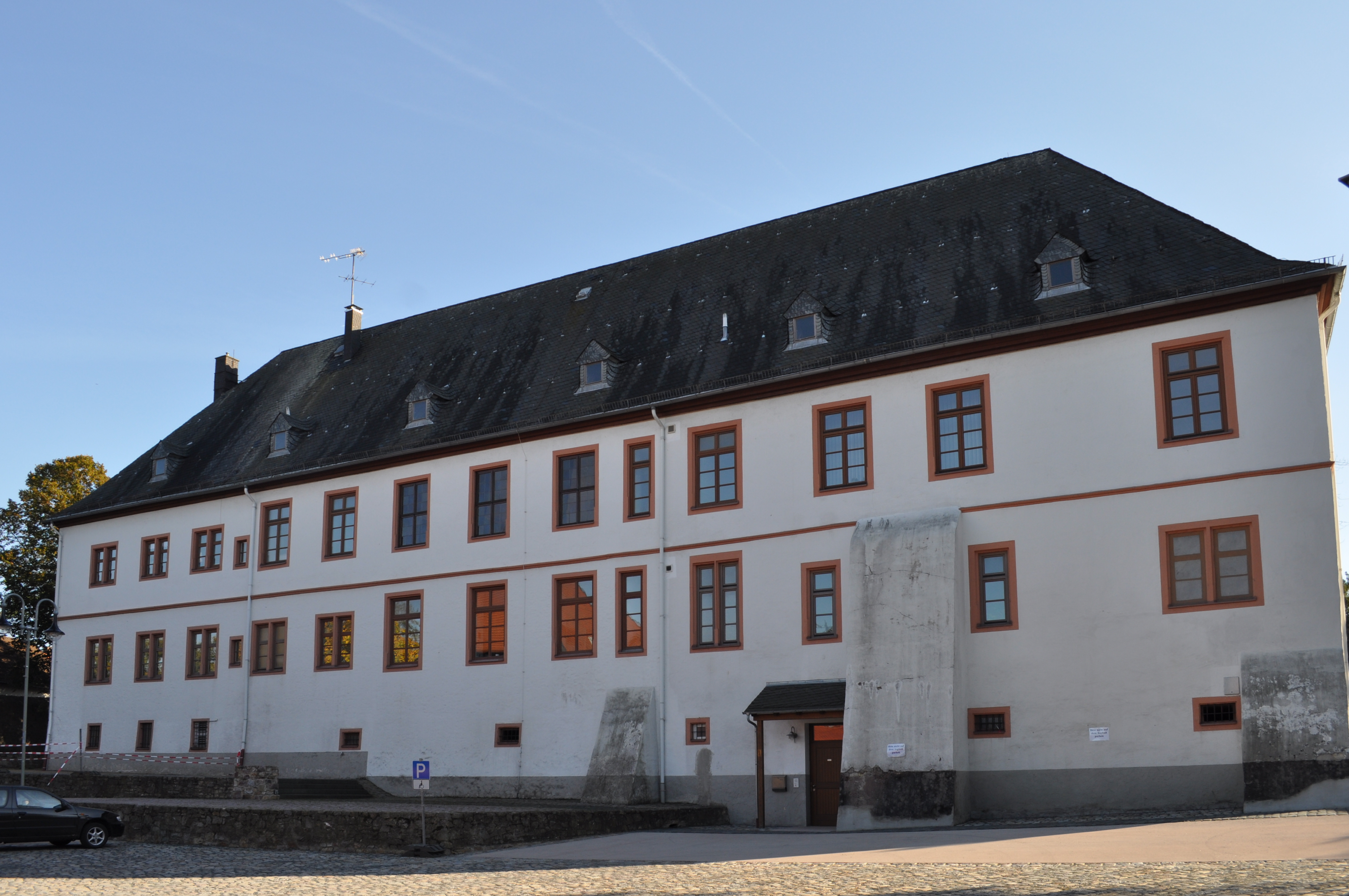
Schloss Ober-Mörlen in der Wetterau, Rückseite
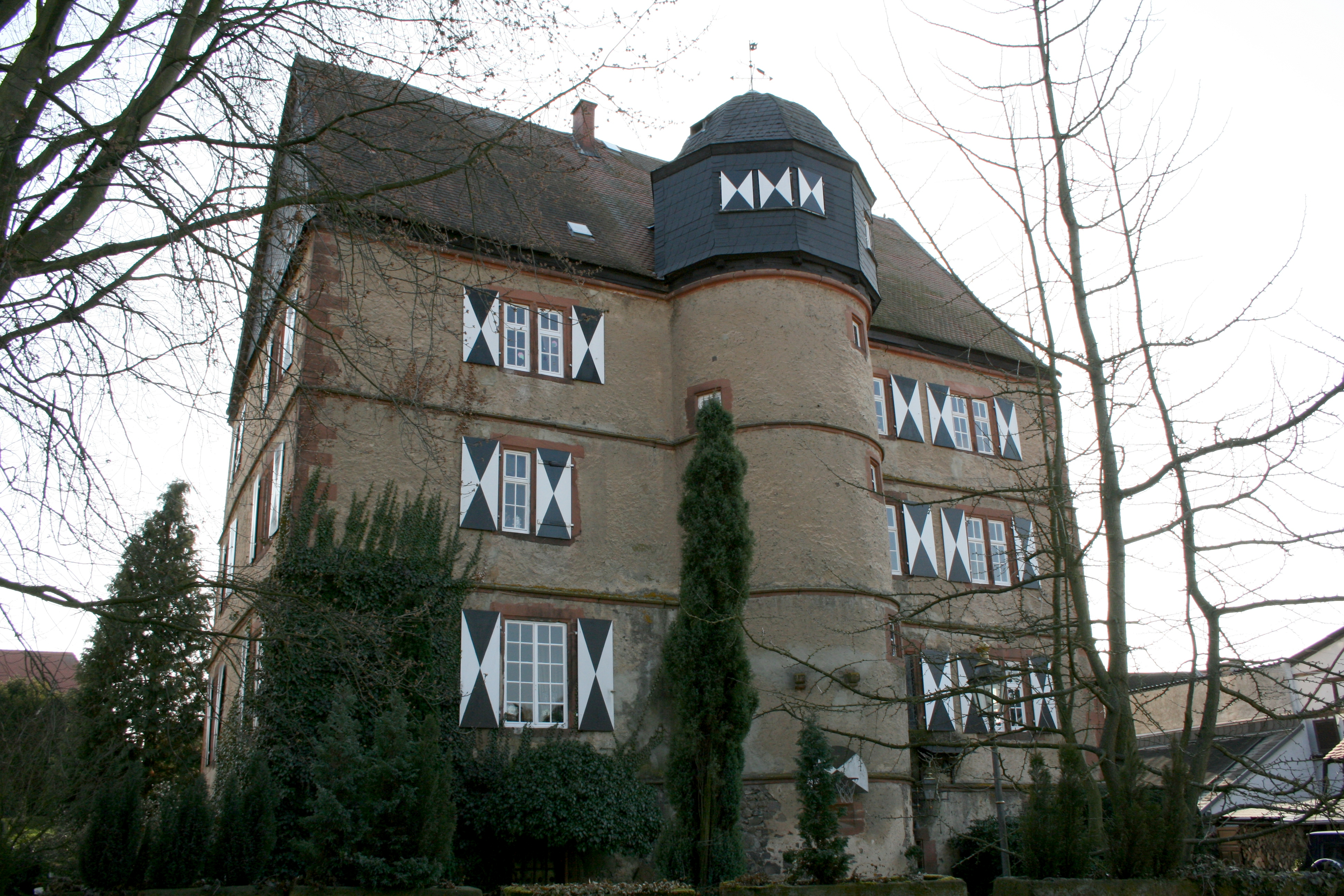
Schloss Stammheim, heute OT von Florstadt
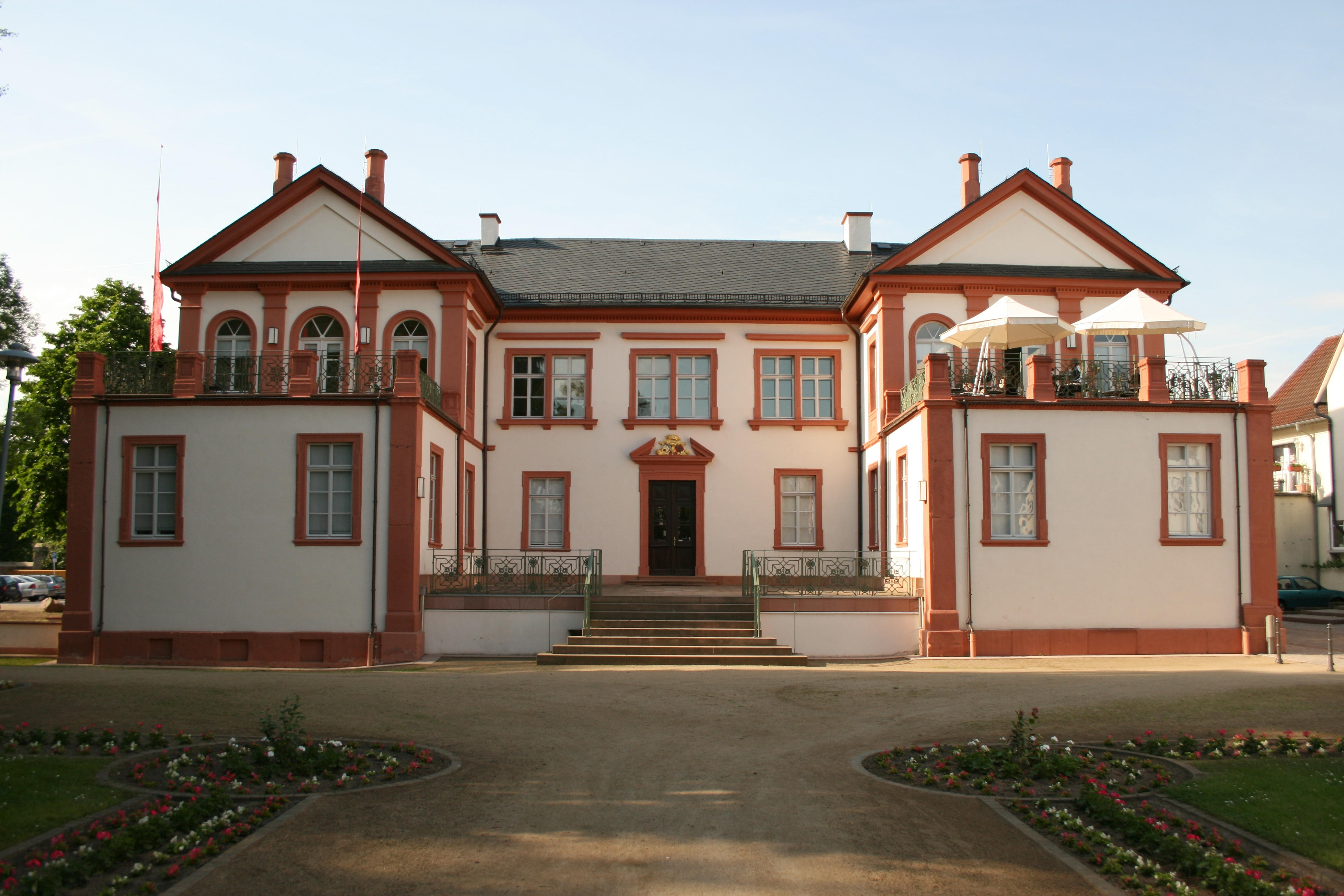
Anna Freiin von Nordeck zur Rabenau (1843–1920), verheiratet mit Hugo Freiherr von Fechenbach-Laudenbach (1837–1892). Das Ehepaar lebte in Schloss Fechenbach in Dieburg. Beide fanden auf dem dortigen alten Friedhof ihre letzte Ruhestätte. Anna war die Großtante und Taufpatin der Gabriele Maria Anna Karoline Charlotte Susanna Freiin von Nordeck zur Rabenau (1913–1999).